# Гринхајде (Марк)
Гринхајде (њем. Grünheide) општина је у њемачкој савезној држави Бранденбург. Једно је од 38 општинских средишта округа Одер-Шпре. Према процјени из 2010. у општини је живјело 7.820 становника. Посједује регионалну шифру (AGS) 12067201.

## Географски и демографски подаци
Гринхајде се налази у савезној држави Бранденбург у округу Одер-Шпре. Општина се налази на надморској висини од 35 метара. Површина општине износи 126,0 km². У самом мјесту је, према процјени из 2010. године, живјело 7.820 становника. Просјечна густина становништва износи 62 становника/km².

## Међународна сарадња
| Мјесто | Држава | Врста сарадње | Од    |
| ------ | ------ | ------------- | ----- |
|        | Чешка  | контакт       | 1993. |
| Извор  |        |               |       |